# Mohammad Tariq Jamilou
Mohammad Tariq Jamilou es un deportista nigeriano que compitió en taekwondo. Ganó dos medallas en los Juegos Panafricanos en los años 2011 y 2015.

## Palmarés internacional
| Juegos Panafricanos | Juegos Panafricanos               | Juegos Panafricanos | Juegos Panafricanos |
| Año                 | Lugar                             | Medalla             | Categoría           |
| ------------------- | --------------------------------- | ------------------- | ------------------- |
| 2011                | Maputo (Mozambique)               | Medalla de oro      | –58 kg              |
| 2015                | Brazzaville (República del Congo) | Medalla de plata    | –58 kg              |